# Melinoides dentilinea
Melinoides dentilinea är en fjärilsart som beskrevs av Paul Dognin 1911. Melinoides dentilinea ingår i släktet Melinoides och familjen mätare. Inga underarter finns listade i Catalogue of Life.